# اشتفان تارنوانو
اشتفان تارنوانو (انگلیسی: Ștefan Târnovanu؛ زادهٔ ۹ مهٔ ۲۰۰۰) بازیکن فوتبال اهل رومانی است.
از باشگاه‌هایی که در آن بازی کرده‌است می‌توان به باشگاه فوتبال استوا بخارست و باشگاه فوتبال پولیتکنیک یاش اشاره کرد.
وی همچنین در تیم‌های ملی فوتبال زیر ۲۱ سال رومانی و رومانی بازی کرده‌است.